# Vank-Kathedrale
Die Vank-Kathedrale (armenisch Սուրբ Ամենափրկիչ Վանք Surp Amenaprgich Vank, persisch کلیسای وانك, DMG Kelīsā-ye Vānk oder آمنا پرکیج, DMG Āmenāperkīč) ist eine armenisch-apostolische Kirche im Stadtteil Dschulfa der iranischen Stadt Isfahan. Sie ist auch unter den Namen „Heilige Erlöser-Kathedrale“ und „Kirche der heiligen Schwestern“ bekannt. Das Wort Vank steht im Armenischen für Kloster oder Konvent.

## Geschichte
Der Safawiden-Schah Abbas I. siedelte während der kriegerischen Auseinandersetzungen mit den Osmanen zwischen den Jahren 1603 und 1605 die armenische Bevölkerung der Stadt Dschulfa in seine Hauptstadt Isfahan um. Die Vank-Kathedrale war eine der ersten Kirchen, die die Armenier in ihrer neuen Siedlung bauten. Die Kathedrale spiegelt die lebhafte Geschichte der armenischen Gemeinde in ihrer Architektur und ihrem Stil wider. Sie hatte einen großen Einfluss auf die Architektur und Dekoration vieler orthodoxer Kirchen in der iranisch-irakischen Region.

## Konstruktion
Der Bau begann wohl 1606 und endete mit großen Änderungen am Design zwischen 1655 und 1664 unter der Aufsicht des Erzbischofs David. Die Kathedrale besteht aus einem mit einer Kuppel überdachtem Raum, was an den Aufbau iranischer Moscheen erinnert. Auf der Kuppel ragt ein Kreuz empor. Die Kathedrale unterscheidet sich von einer typischen Moschee aber durch eine semi-oktogonale Apsis und einen erhöhten Altarraum, die man aus den westlichen Kirchenbau kennt. Die äußeren Bauten der Kathedrale wie die Mauern bestehen aus relativ modernem Mauerwerk und bilden mit ihren glatten Flächen einen Gegensatz zu dem reichlich ausgeschmückten Inneren.

## Ornamentierung
Das Innere ist mit feinen Malereien und vergoldeten Schnitzereien ausgestattet und besitzt eine Täfelung aus prachtvollen Fliesen. Die zentral platzierte, feine Wandmalerei zeigt die biblische Schöpfungsgeschichte und die Vertreibung des Menschen aus dem Paradies. Die Pendentifs zwischen Kuppel und inneren Mauern sind mit Cherubköpfen verziert, die von Flügeln umgeben sind. Die Decke über dem Eingang ist mit Pflanzenmotiven im Stile der persischen Miniatur bemalt. Die Fresken im Inneren sind in zwei Gruppen unterteilt: Die oberen Fresken zeigen Szenen aus dem Leben Jesu, während die unteren armenische Märtyrer darstellen.
Im Hof der Kathedrale steht der große, freie Glockenturm, an dessen Fuß christliche Gräber liegen. An der Innenseite der Außenmauer befinden sich ebenfalls Gräber. In einer Ecke des Hofes steht neben dem Museum und der Bücherei ein Denkmal für die Opfer des Völkermords an den Armeniern im Osmanischen Reich (1915).

## Bücherei
Die Bücherei enthält über 700 Handschriften, die einzigartige und wertvolle Quellen für die mittelalterliche armenische Geschichte und Kunst sind, darunter auch viele Schriften zur Kathedrale und der armenischen Gemeinde in Isfahan:
- Schah Abbas’ Edikt über die Gründung der Siedlung Dschulfa
- mehrere andere Edikte der iranischen Könige
- Gewänder, Monstranze, Kelche und andere sakrale Relikte
- safawidische Kostüme, Wandteppiche, europäische Gemälde, die von armenischen Kaufleuten erworben worden sind, Stickereien und andere Schätze der Gemeinde
- Ausstellungsstücke über die armenische Kultur und Religion
- viele Ausstellungsstücke (Fotografien, Karten, türkische Dokumente mit Übersetzungen) zum Völkermord an den Armeniern im Osmanischen Reich

## Galerie

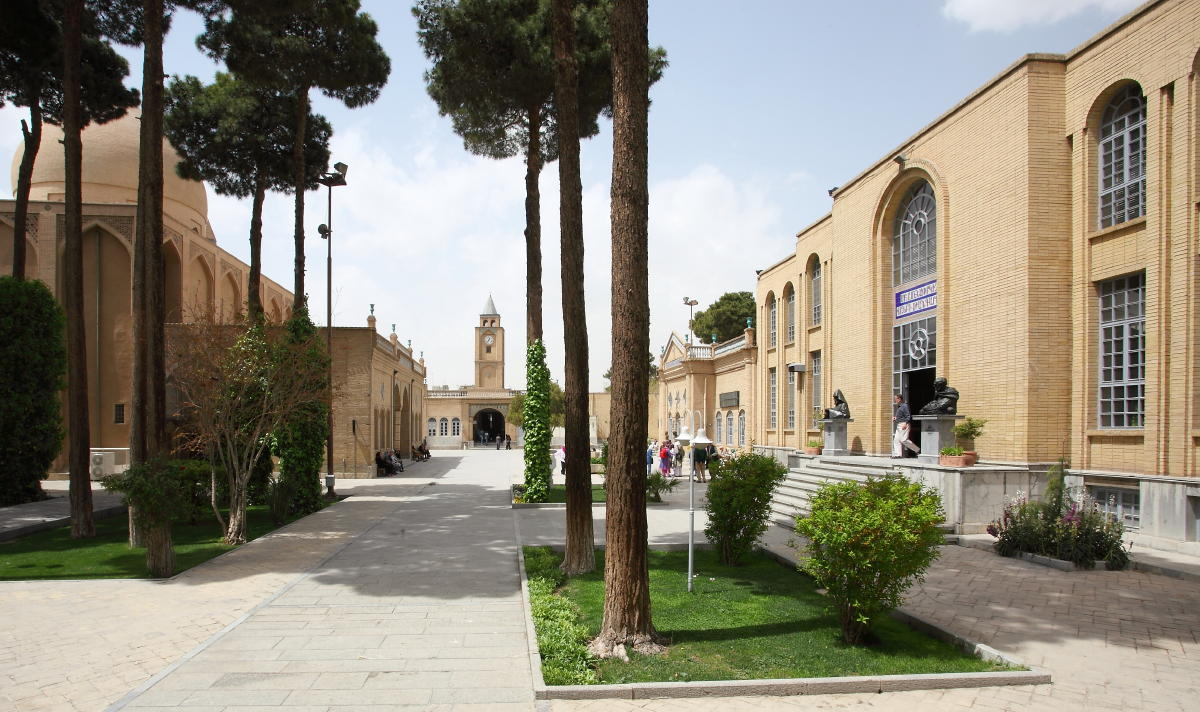
Hof der Kathedrale mit Museum (rechts)
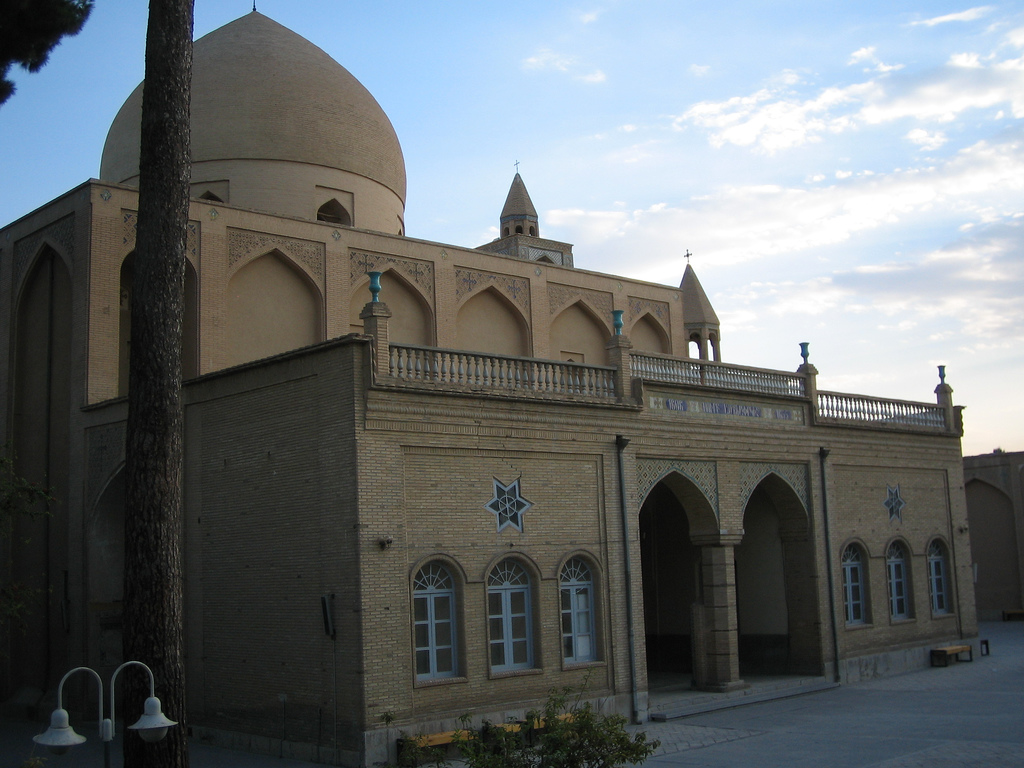
Die Hauptfassade
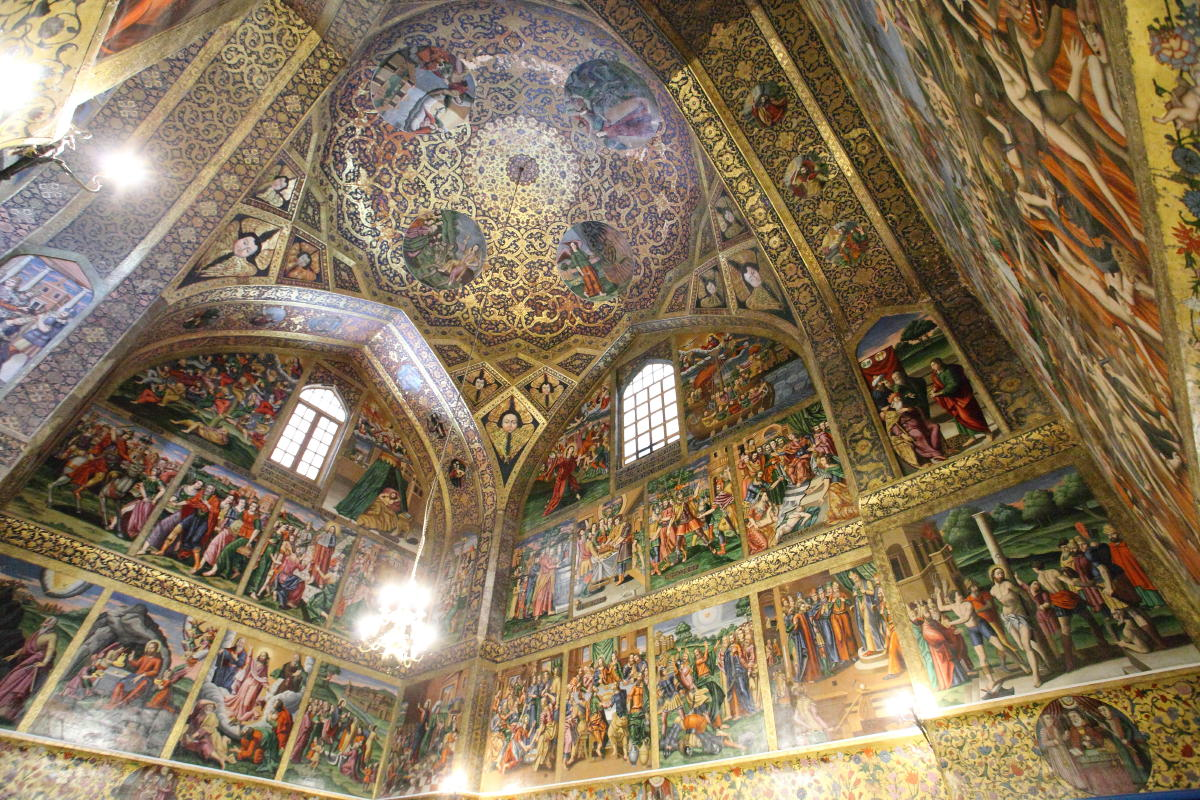
Fresken im Inneren
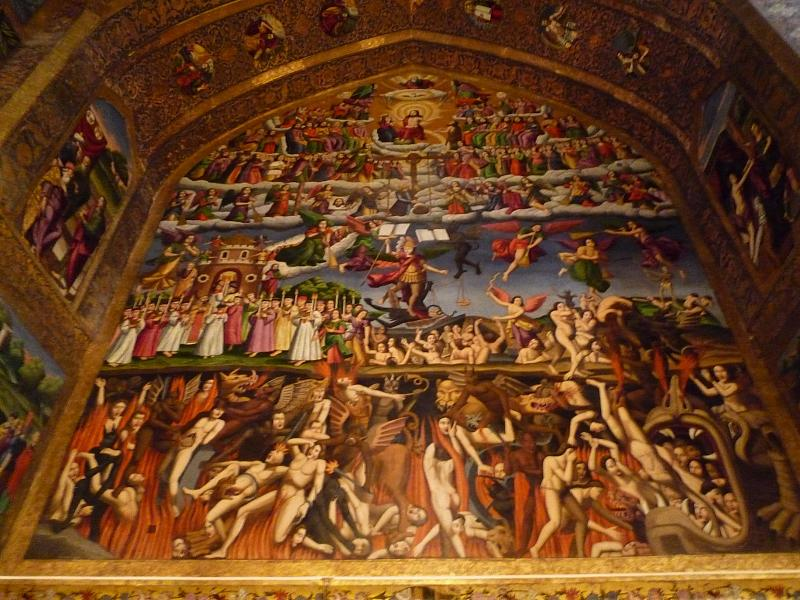
Himmel und Hölle auf den Fresken
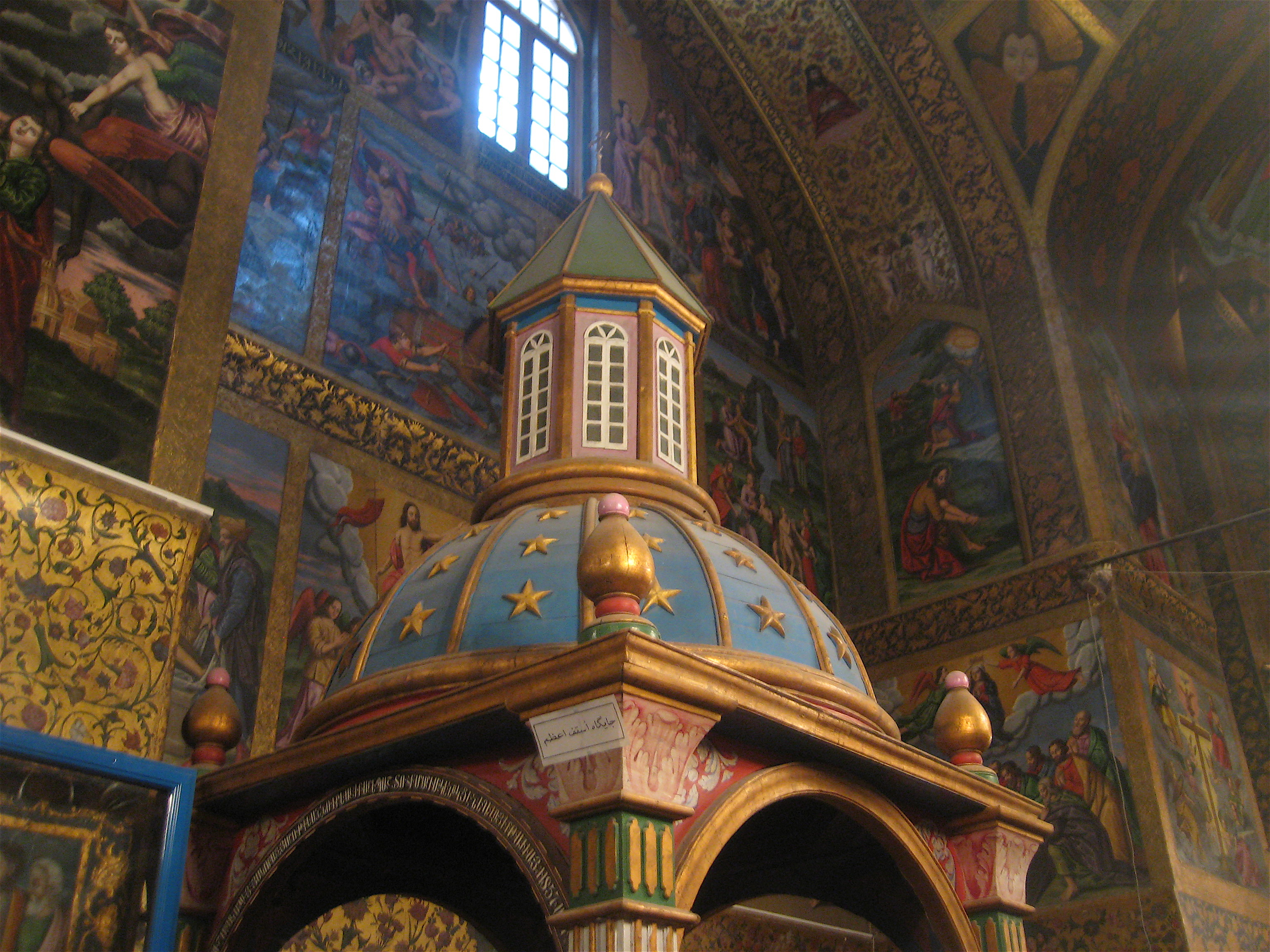
Blick ins Innere
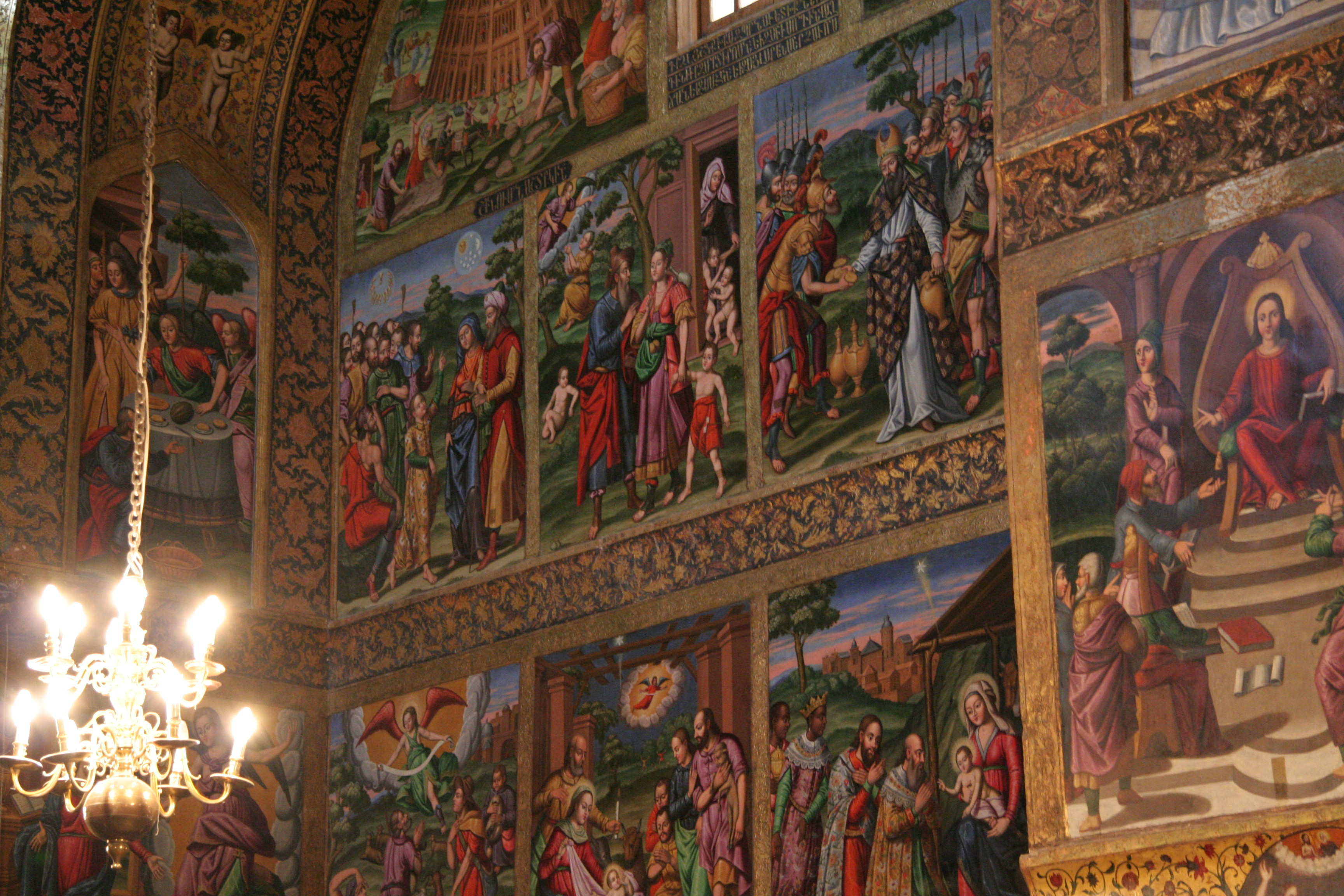
Blick ins Innere
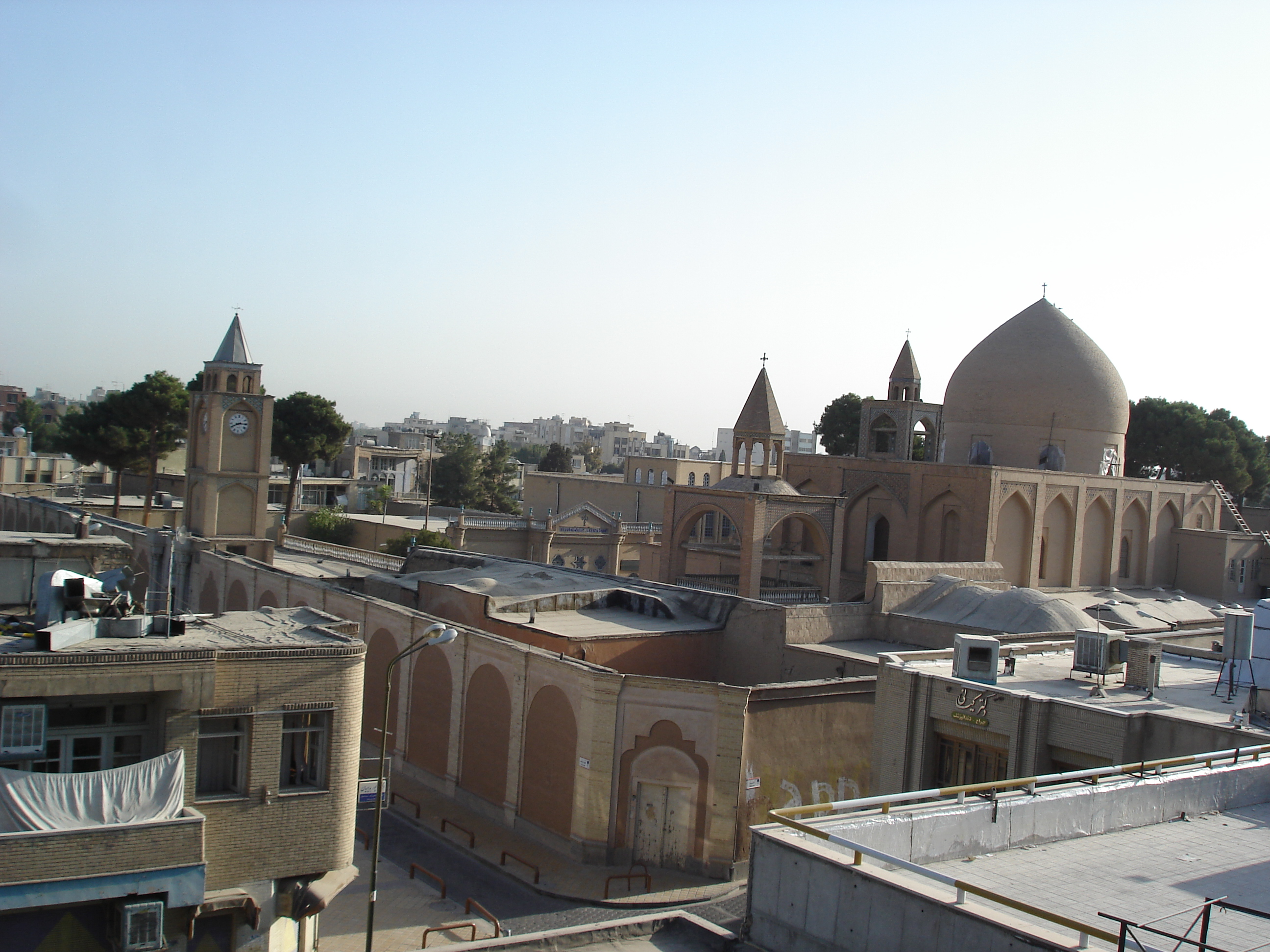
Blick über die Nachbarschaft der Kathedrale (2008)

### Videos
- Jolfa in Isfahan - Armenian Churches and Armenians in Iran. video.google.com